# Sloanea amygdalina
Sloanea amygdalina là một loài thực vật có hoa trong họ Côm. Loài này được Griseb. miêu tả khoa học đầu tiên năm 1860.